# Cophixalus verrucosus
Espèce
Synonymes
- Sphenophryne verrucosa Boulenger, 1898
- Cophixalus aimbensis Hiaso, 2002

Statut de conservation UICN

 LC  : Préoccupation mineure
Cophixalus verrucosus est une espèce d'amphibiens de la famille des Microhylidae.

## Répartition

Aire de répartition de Cophixalus verrucosus.

Cette espèce est endémique de Papouasie-Nouvelle-Guinée. Son aire de répartition concerne le Sud et l'Est de l'île, y compris les îles de l'archipel d'Entrecasteaux. Elle est présente jusqu'à 1 600 m d'altitude,.

## Publications originales
- Boulenger, 1898 : An Account of the Reptiles and Batrachians collected by Dr. L. Loria in British New Guinea. Annali del Museo Civico di Storia Naturale di Genova, sér. 2, vol. 18, no 38, p. 694-710 (texte intégral).
- Hiaso, 2002 : A new species of Cophixalus (Anura: Microhylidae) from Tagula Island, New Guinea. Science in New Guinea, vol. 27, p. 96-100.